# کشتار بیمارستان الاقصی
در ۱۴ اکتبر ۲۰۲۴، ارتش اسرائیل چادرهایی را در محوطه بیمارستان الاقصی در دیر البلح، نوار غزه بمباران کرد. حداقل چهار نفر در این حمله کشته شدند و حداقل ۷۰ نفر پس از یک آتش‌سوزی بزرگ زخمی شدند، اگرچه انتظار می‌رود تعداد کشته‌ها افزایش یابد.یک خبرنگار حاضر در محل اظهار داشت که بمباران باعث انفجار سیلندرهای گاز شد. فیلمی، آتش‌سوزی خیمه‌ها را نشان می‌دهد در حالی که مردم با دست خالی تلاش می‌کردند تا آنها را خاموش کنند.ویدئویی که به‌طور گسترده از آتش‌سوزی به اشتراک گذاشته شده بود حداقل یک نفر را نشان می‌داد که روی تخت دراز کشیده بود و زنده در حال سوختن بود. بدون مدرک و سندی، ارتش اسرائیل اعلام کرد که یک «مرکز فرماندهی» را در بیمارستان بمباران کرده است. تخمین زده می‌شود که حدود یک میلیون نفر در دیرالبلاح پناه گرفته‌اند.
کمیته ضد تبعیض آمریکایی-عربی (American-Arab Anti-Discrimination Committee) در واکنش به این موضوع اعلام کرد: «ایالات متحده مسئول مستقیم قتل‌عام در بیمارستان الاقصی و تمام زندگی‌های از دست رفته در این نسل‌کشی است.
تصاویر منتشر شده از زنده سوختن  یک زن معلول در آتش سوزی بازتاب وسیعی یافت و واکنش های فراوانی علیه اسرائیل بر انگیخت. جرمی کوربین سیاست دولت اسرائیل در تداوم تسلیح اسرائیل را محکوم کرد.